# Bobby Ross
Robert Herdman Ross, più conosciuto con il diminutivo Bobby Ross (Edimburgo, 18 maggio 1942) è un allenatore di calcio ed ex calciatore scozzese, di ruolo attaccante.

## Carriera

### Giocatore
Esordisce tra i professionisti nella stagione 1960-1961, con l'Hearts, club campione di Scozia in carica: in particolare, disputa la sua prima partita nel club (e quindi in generale tra i professionisti) il 1º aprile 1961, nel pareggio esterno per 1-1 contro i Raith Rovers. Nel corso della stagione gioca poi ulteriori 2 incontri nella prima divisione scozzese; a partire dalla stagione 1961-1962 inizia a venir impiegato con maggior frequenza: totalizza infatti 20 presenze in campionato, nelle quali realizza 2 reti, a cui aggiunge anche una presenza nella Coppa delle Fiere 1961-1962 (la vittoria esterna per 3-1 contro i belgi dell'Union Saint-Gilloise del 27 settembre 1961), una presenza in Coppa di Scozia e 5 presenze ed una rete in Coppa di Lega scozzese. Nella stagione 1962-1963 torna a giocare con minor frequenza: oltre ad una presenza in Coppa di Lega (competizione che viene peraltro vinta dalla sua squadra) gioca infatti solamente 8 partite in campionato, nelle quali segna una rete.
Nell'estate del 1963 viene ceduto allo Shrewsbury Town, club della terza divisione inglese, con cui nella stagione 1963-1964 mette a segno 4 reti in 39 presenze, a cui aggiunge 19 reti in 44 presenze nella stagione successiva e 5 reti in 16 presenze nella prima parte della stagione 1965-1966: nel marzo del 1966 viene infatti ceduto al Brentford, altro club della medesima categoria, con cui conclude l'annata giocando 17 partite senza mai segnare. A fine anno le Bees retrocedono in quarta divisione, categoria nella quale Ross gioca stabilmente da titolare per le successive 6 stagioni, in cui è stabilmente titolare (salta infatti solamente 8 partite di campionato complessive nell'arco di 6 anni) e segna anche con buona regolarità (52 reti totali, chiudendo in doppia cifra nelle sue ultime 3 stagioni in questa categoria). Al termine della stagione 1971-1972 il club conquista la promozione in terza divisione, categoria nella quale l'anno seguente Ross gioca 7 partite prima di essere ceduto a campionato iniziato al Cambridge Utd, con cui gioca 2 ulteriori stagioni da titolare in quarta divisione (65 presenze e 14 reti in campionato).
Ha totalizzato complessivamente 323 presenze e 56 reti con la maglia del Brentford, club di cui per alcuni anni è anche stato capitano.

### Allenatore
Dal 1974 al 1976 è stato vice dell'Hayes, club di Isthmian League (all'epoca una delle principali leghe inglesi al di fuori della Football League, sebbene non esistesse ancora un meccanismo di promozioni e retrocessioni automatiche da e per la Football League stessa), che ha poi allenato dal 1976 al 1978 (durante tutti e 4 gli anni era contemporaneamente anche giocatore del club).

## Palmarès

### Giocatore

#### Competizioni nazionali
- Coppa di Lega scozzese: 1

Hearts: 1962-1963

#### Competizioni regionali
- Middlesex Senior Charity Cup: 1

Hayes: 1974-1975